# Bagan Nyaung U Airport
Bagan Nyaung U Airport är en flygplats i Myanmar.   Den ligger i regionen Mandalayregionen, i den centrala delen av landet, 200 km nordväst om huvudstaden Naypyidaw. Bagan Nyaung U Airport ligger 98 meter över havet.
Terrängen runt Bagan Nyaung U Airport är lite kuperad. Runt Bagan Nyaung U Airport är det ganska tätbefolkat, med 207 invånare per kvadratkilometer. Närmaste större samhälle är Pagan, 7,1 km väster om Bagan Nyaung U Airport. Trakten runt Bagan Nyaung U Airport består till största delen av jordbruksmark.